# C’est Chic
| Оценки критиков               | Оценки критиков |
| Источник                      | Оценка          |
| ----------------------------- | --------------- |
| AllMusic                      | [ 1 ]           |
| Christgau’s Record Guide      | (B)             |
| Encyclopedia of Popular Music | [ 3 ]           |
| Music Week                    | [ 4 ]           |
| Pitchfork                     | 8.4/10          |
| Rolling Stone                 | [ 6 ]           |
| The Rolling Stone Album Guide | [ 7 ]           |
| Spin Alternative Record Guide | 6/10            |
| Stereo Review                 | без оценки      |

C’est Chic — второй студийный альбом американской группы Chic, выпущенный в 1978 году на лейбле Atlantic Records.

## Об альбоме
Альбом стал самым коммерчески успешным полноформатным релизом группы, достигнув четвёртого места в альбомном чарте Billboard и возглавляя американский R&B-чарт в течение одиннадцати недель. Он также был сертифицирован Американской ассоциацией звукозаписывающих компаний как платиновый, продавшись тиражом более миллиона копий. В Великобритании он достиг пика на втором месте и был сертифицирован Британской ассоциацией производителей фонограмм как золотой.
C’est Chic включает в себя фирменный хит группы «Le Freak», который возглавил чарты  Billboard Hot 100, R&B и Club Play Singles в октябре 1978 года, общие продажи превысили шесть миллионов копий в США. Альбом также содержит хит-сингл «I Want Your Love».
Европейская версия изначально называлась Très Chic, а на обложке была изображена женщина, в обнимку с неоновой трубкой, однако вскоре эта версия была заменена американской обложкой. У Très Chic также был другой трек-лист.

## Список композиций
Слова и музыка всех песен — Найл Роджерс и Бернард Эдвардс.

### C’est Chic
| №  | Название       | Длительность |
| -- | -------------- | ------------ |
| 1. | «Chic Cheer»   | 4:42         |
| 2. | «Le Freak»     | 5:27         |
| 3. | «Savoir Faire» | 5:01         |
| 4. | «Happy Man»    | 4:17         |

| №  | Название            | Длительность |
| -- | ------------------- | ------------ |
| 1. | «I Want Your Love»  | 6:55         |
| 2. | «At Last I Am Free» | 7:08         |
| 3. | «Sometimes You Win» | 4:26         |
| 4. | «(Funny) Bone»      | 3:41         |

### Très Chic
| №  | Название                                       | Длительность |
| -- | ---------------------------------------------- | ------------ |
| 1. | «Chic Cheer»                                   | 4:42         |
| 2. | «Le Freak»                                     | 5:27         |
| 3. | «I Want Your Love»                             | 6:55         |
| 4. | «Happy Man»                                    | 4:17         |
| 5. | «Dance, Dance, Dance (Yowsah, Yowsah, Yowsah)» | 3:35         |

| №  | Название            | Длительность |
| -- | ------------------- | ------------ |
| 1. | «Savoir Faire»      | 5:01         |
| 2. | «At Last I Am Free» | 7:08         |
| 3. | «Sometimes You Win» | 4:26         |
| 4. | «(Funny) Bone»      | 3:41         |
| 5. | «Everybody Dance»   | 3:22         |

## Чарты
| Чарт (1978—1979)                       | Высшая позиция |
| -------------------------------------- | -------------- |
| Австралия (Kent Music Report)          | 18             |
| Австрия (Ö3 Austria)                   | 21             |
| Великобритания (UK Albums Chart)       | 7              |
| Германия (Offizielle Top 100)          | 10             |
| Италия (Musica e dischi)               | 11             |
| Канада (RPM Top Albums/CDs)            | 5              |
| Канада (RPM Top Disco Albums)          | 2              |
| Нидерланды (Album Top 100)             | 9              |
| Норвегия (VG-lista)                    | 20             |
| США (Billboard 200)                    | 4              |
| США (Billboard Top R&B/Hip-Hop Albums) | 1              |
| Швеция (Sverigetopplistan)             | 16             |

## Сертификации и продажи
| Регион | Сертификация | Продажи    |
| --- | ------------ | ---------- |
| Великобритания (BPI) | Золотой      | 100 000^   |
| Гонконг (IFPI Hong Kong)                                                                                                 | Золотой      | 10 000*    |
| Канада (Music Canada) | Платиновый   | 100 000^   |
| США (RIAA) | Платиновый   | 1 000 000^ |
| * Данные о продажах приведены только на основе сертификации. ^ Данные о тиражах приведены только на основе сертификации. |              |            |